# سالي جاكسون
سالي جاكسون (بالإنجليزية: Sally Jackson)‏ هي أكاديمية وباحثة أمريكية، ولدت في 1952.